# Melcior de Palau i Bonet
Melcior de Palau i Bonet   (Mataró, 13 de gener de 1797 - 24 d'abril de 1865) fou un advocat i polític mataroní, alcalde de Mataró en el bienni 1850-1852. Fill de Joan de Palau i Jofre i Maria Bonet i Cabanyes, es casà amb Francesca Català i Serra i tingué vuit fills. El rei li concedí el càrrec honorífic de magistrat de la Reial Audiència de Catalunya.
Com a alcalde de Mataró inicià els tràmits per a la construcció de la presó de Mataró i va arribar a encarregar el projecte i el pressupost d'obra a l'arquitecte Elies Rogent i Amat. També s'aprovà i publicà el Bando de buen gobierno de la ciudad de Mataró, on es donaven ordres per a la neteja i precaucions per evitar baralles. També es prohibia tenir lligats els porcs al carrer, així com esquilar els cavalls. Igualment, es castigava els adobers i assaonadors mataronins que enterraven els animals al carrer.